# Manuel dos Santos Pedroso
Manuel dos Santos Pedroso Filho, apelidado de Maneco Pedroso, (? — Rio Grande do Sul, 16 de março de 1816) foi um estancieiro e militar brasileiro que teve papel de destaque na Guerra de 1801.
Seu pai, Manuel dos Santos Pedroso, natural de Curitiba, se mudou ainda jovem para o Rio Grande do Sul, onde trabalhou como tropeiro. Por ocasião da demarcação dos limites da província, decorrente do Tratado de Santo Ildefonso, serviu como alferes da comissão demarcadora. Por seus bons serviços recebeu uma sesmaria no distrito do Acampamento de Santa Maria da Boca do Monte, onde fundou uma estância e enriqueceu. Não casou, mas com uma índia guarani, chamada Isabel Maria ou Micaela Maria, gerou os filhos Antônio, Manuel e Salvador, falecendo em 18 de Maio de 1798.
Três anos após a morte do pai, Manuel Filho, conhecido por Maneco, apresentou-se com vinte de seus homens ao capitão Francisco Barreto Pereira Pinto, então na guarda avançada de São Pedro, para lutar contra os espanhóis, recebendo a missão de assaltar a praça de San Martin. Desbaratados os inimigos, e por conhecer a língua guarani, foi então mandado para a região dos Sete Povos das Missões a fim de convencer os índios para a causa portuguesa, no que foi bem sucedido. Passando adiante, dominou sem resistência o forte de San Martin, porta de entrada para o Departamento de San Miguel, deixando aberto o caminho para José Borges do Canto, desertor do Regimento de Dragões e contrabandista de gado, completar a conquista das Missões. Deixou uma patrulha em São Pedro e voltou para sua estância, reunindo mais homens e voltando para São Pedro, onde recebeu a tarefa de ajudar José Borges do Canto, mas seus serviços não foram mais necessários no local.
Enviado para guardar os passos do rio Uruguai a fim de trancar a passagem de espanhóis, conseguiu apreender carretas carregadas da pilhagem da igreja de São Nicolau. Rendendo-se o governador espanhol das Missões D. Francisco Rodrigo, seguia ele para o Uruguai acompanhado de muitos índios que lhe haviam permanecidos fiéis. Temendo Maneco Pedroso que ele pudesse reunir mais tropas e voltar ao ataque, à revelia dos termos da capitulação capturou o governador e o conduziu à redução de São Miguel, de onde foi mandado para Rio Pardo. Gabriel Ribeiro de Almeida levou a notícia para o governador do Rio Grande, Cabral da Câmara, que mandou prender Maneco Pedroso pelo insulto ao espanhol, mas em seguida, por intervenção de Patrício da Câmara, premiou-o com a patente de tenente de milícias. A prisão não chegou a acontecer.
Como a guerra de fato não cessara, Pedroso se dirigiu para São Borja, de onde controlava um largo trecho do rio Uruguai, enfrentando vários destacamentos espanhóis. Sendo proclamada a paz em 24 de dezembro, Pedroso foi promovido a capitão e retornou para sua estância, onde se dedicou à criação de gado.
Voltou à ativa na primeira campanha cisplatina, em 1811, e já com o posto de sargento-mor, junto com uma tropa de veteranos da guerra das Missões apresentou-se ao marechal Joaquim Xavier Curado, comandante das forças brasileiras, sendo enviado para juntar-se às tropas do coronel Francisco das Chagas Santos, comandante das Missões Orientais. Em 7 de agosto Pedroso acampou em São Xavier, e dez dias depois ocupou a praça de Belém, de onde enviava patrulhas para atacar o inimigo. Na investida contra Curuzú-quatiá seus homens sofreram muitas baixas, então Pedroso acorreu pessoalmente ao local, mas não chegou lá, encontrando seus homens em retirada. Em 28 de setembro ocupou Paissandú junto com 200 soldados, e voltou a Belém, deixando-a guardada pelo tenente-coronel uruguaio Benito Chain, mas a praça caiu pouco depois. Tentou barrar a passagem de José Artigas em Salto, mas suas forças eram muito inferiores e retirou-se sem combater. Em 19 de dezembro socorreu o capitão Joaquim Félix da Fonseca no Arapeí, e depois foi atacado no passo de Itapevi, derrotando os atacantes. Depois se dirigiu para o Jarau, onde estabeleceu quartel. No ano seguinte guardou Paissandú e lutou em vários locais na região. Foi citado várias vezes por bravura em ordens do dia do quartel general e ao fim do conflito foi promovido a tenente-coronel de milícias, retirando-se para sua estância.
Em 1816 foi convocado por Patrício da Câmara para lutar na Guerra contra Artigas, mas faleceu de varíola em 16 de março, sendo sepultado na Igreja Matriz de Santo Amaro do Sul, em General Câmara. Não casou, mas com várias índias teve nove filhos naturais.
Maneco Pedroso muitas vezes é retratado como um herói, especialmente na cultura popular, pelo seu papel na conquista das Missões e pelos seus atos de bravura em várias batalhas, mas seu legado é controverso. Parte do problema da reconstrução contemporânea de sua imagem deriva do fato de que várias de suas ações são conhecidas somente ou principalmente através do próprio Maneco, tendo-as registrado em um memorial escrito depois do fim da campanha de 1801. Seu discurso tende ao auto-laudatório e foi muitas vezes repetido e mesmo magnificado de maneira acrítica pela historiografia mais antiga, criando uma tradição arraigada. Conforme assinala Karina Melo, "as palavras aventura, intrepidez, valor, herói e os nomes de Canto, Maneco e Gabriel aparecem repetidamente vinculados em várias fontes [coevas] e também nas análises posteriores".
Segundo Guilhermino César e Sílvio Correa, a principal motivação das ações de Pedroso, Canto e Gabriel no avanço sobre as Missões não foi de ordem militar ou patriótica, mas sim econômica, tendo interesse em arrebanhar o gado que lá existia e levá-lo para as suas estâncias. Para Karina Melo, "fazendeiro e soldado de milícias, [Maneco] viu na perspectiva do conflito uma oportunidade de obter vantagens. [...] Os interesses de Maneco não se restringiam à conquista em si, mas à pilhagem do inimigo e ao saque dos bens e dos animais dos povos missioneiros. [...] Sobre a acusação de roubo de carretas e outros bens dos povos e habitantes do departamento de São Miguel, o juiz fiscal e o secretário do processo ouviram dizer que Maneco e a gente de sua classe 'não deixaram família de espanhol sem saquear'."  Na mesma linha segue Tau Golin, para quem "Pedroso, fazendeiro e soldado miliciano, após os ataques aos postos militares espanhóis, dedicava-se integralmente ao saque e retornava para a região de Santa Maria, no Continente de São Pedro, com o produto da barbárie que espalhara pelas Missões, especialmente milhares de cabeças de gado. Abandonava as posições e percorria os campos arreando os gados das estâncias guaranis e seus bens móveis. Era o líder de um bando considerável, uma tropa de meia centena de homens experimentados na vida de campo e entreveiros. De forma independente, percorreu o território missioneiro dedicado ao saque e às atrocidades. Manuel dos Santos Pedroso atuava por conta e o ataque às Missões, ainda neste momento inicial, não tinha estritamente o projeto de conquista". Para Mariana Corrêa, "ao analisar o processo de ocupação da fronteira podemos ver como a guerra seria estrutural naquele espaço. Para a fronteira que se abria se dirigiam aventureiros, milicianos e militares em busca de oportunidades trazidas pela guerra; para o Império esse avanço era importante permitindo a expansão territorial, a economia pecuária se consolidava através da reprodução de um sistema agrário extensivo".